# Пјетракупа
Пјетракупа (итал. Pietracupa) је насеље у Италији у округу Кампобасо, региону Молизе.
Према процени из 2011. у насељу је живело 170 становника. Насеље се налази на надморској висини од 697 м.

## Становништво
| 1931. | 1936. | 1951. | 1961. | 1971. | 1981. | 1991. | 2001. | 2011. |
| ----- | ----- | ----- | ----- | ----- | ----- | ----- | ----- | ----- |
| 1.219 | 1.115 | 1.021 | 703   | 538   | 429   | 322   | 259   | 228   |